# Premios Metal Hammer Golden Gods
Los premios Metal Hammer Golden Gods son una distinción otorgada por la revista británica Metal Hammer a lo mejor de la música heavy metal. La primera ceremonia de premios tuvo lugar el 3 de junio de 2003 en el recinto The Forum de Londres. En esa edición los lectores eligieron a todos los ganadores a través de una votación popular. No obstante, desde 2004 la revista dividió las categorías en dos grupos: las principales —seleccionadas por los lectores— y las honoríficas —otorgadas por el equipo editorial de Metal Hammer—.
La ceremonia de entrega se realiza en junio de cada año en algún recinto londinense; el que más veces lo ha acogido es el Indig02 en diez oportunidades. El número de categorías de los premios ha variado con los años, desde diez en las dos primeras ediciones hasta llegar a las dieciocho en 2015. Hasta 2018, Iron Maiden es la banda que más nominaciones posee (doce) y la que más premios ha conseguido: seis por votación popular y tres honoríficos. Por su parte, Roadrunner Records es el único que posee un ciento por ciento de efectividad, ya que ha ganado los cinco premios a los que ha sido nominado: uno a mejor sello discográfico de rock y cuatro a mejor sello discográfico de metal.

## Antecedentes

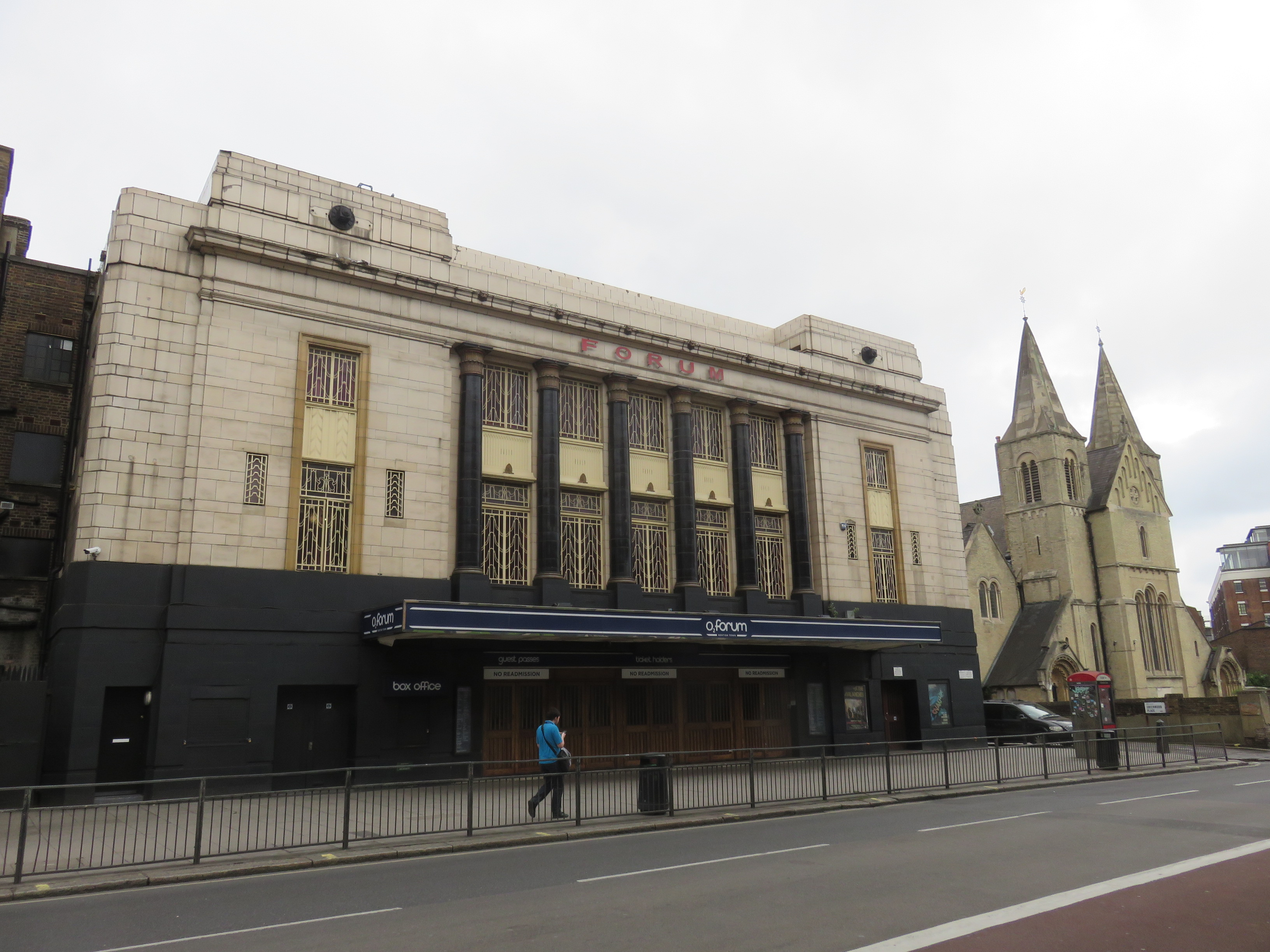
El recinto The Forum fue el primero en alojar la gala de ceremonia de premios

Wilfried F. Rimensberger, por aquel entonces editor en jefe de la publicación alemana Musik Szene en el Reino Unido, fundó la revista musical Metal Hammer en 1983. Desde un inicio, consideró una entrega anual de premios para los mejores artistas del heavy metal, pero la idea recién se concretó en 2003 cuando los periodistas Chris Ingham, John O'Sullivan y Dave Bianchi crearon los Metal Hammer Golden Gods. La primera ceremonia se realizó el 3 de junio de 2003 en el The Forum de Londres. Desde entonces la gala se lleva a cabo en junio de cada año, en algún recinto de la capital inglesa.

## Categorías de los premios
Los nominados son seleccionados por el equipo editorial de la revista, en función de lo más escuchado y comentado del año —de junio a junio— mientras que los ganadores son escogidos por votación popular de los lectores. En la primera entrega de premios (2003) la revista estableció diez categorías: mejor banda internacional, mejor banda británica, mejor banda revelación, mejor banda underground, mejor banda en vivo, mejor video, mejor sencillo, mejor álbum, mejor guitarrista y el premio Golden God (para mejor estrella de rock). Al año siguiente, estas fueron divididas en dos grupos: las principales —escogidas por votación popular— y las honoríficas —elegidas por el equipo editorial de la revista—. A partir de la segunda edición en 2004, no ha existido un número estable de categorías, algunas han cambiado de nombre e incluso ciertas honoríficas han pasado a ser principales o viceversa.

## Ganadores y nominados

### Primera edición

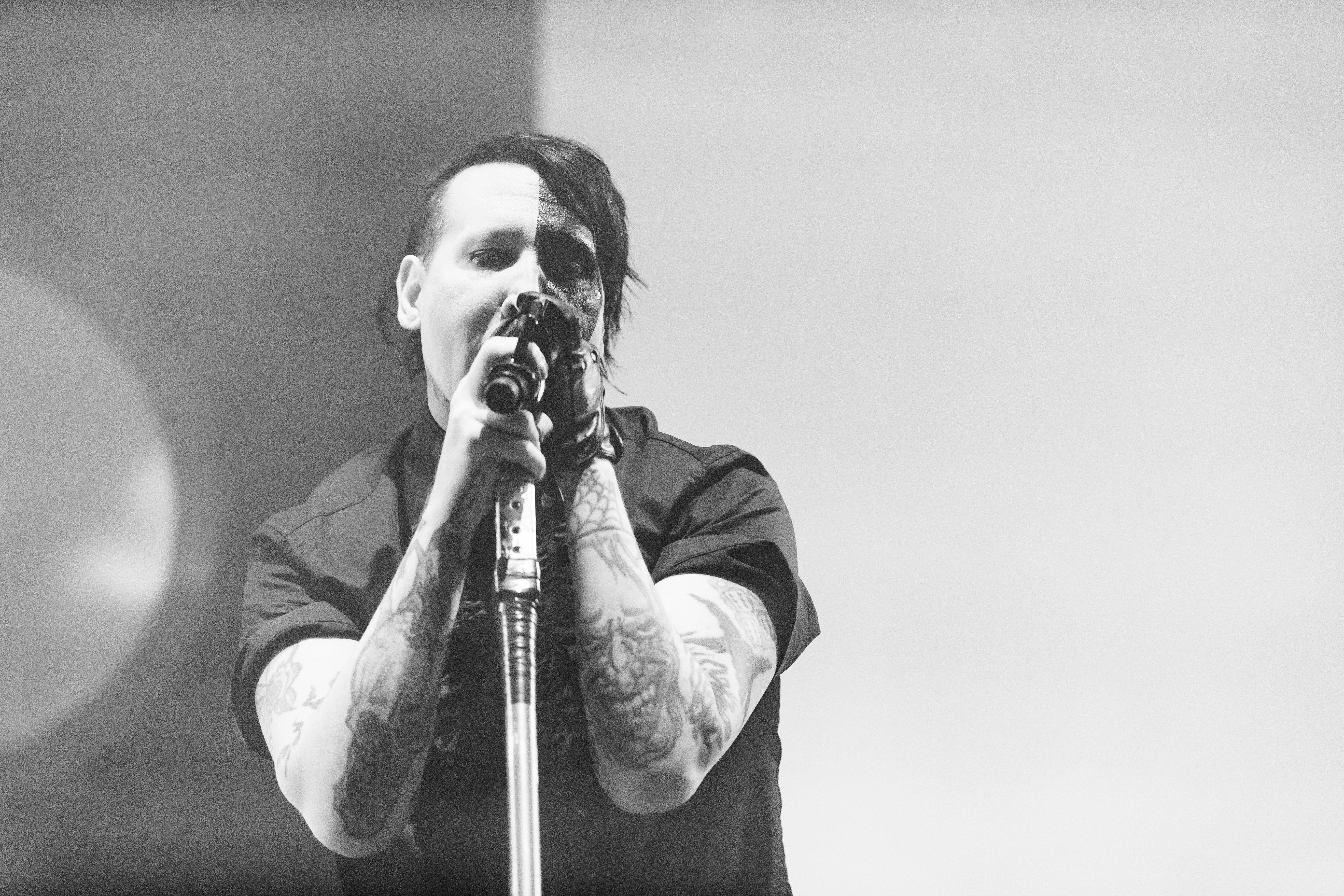
Marilyn Manson fue la primera estrella de rock en recibir el premio Golden God

La primera versión de los premios Metal Hammer Golden Gods se realizó el 3 de junio de 2003 en el recinto The Forum de Londres. La gala fue presidida por Ian Camfield de la radio británica XFM y contó con las presentaciones en vivo de Murderdolls, Soil, Shadows Fall y Raging Speedhorn. Los ganadores y nominados fueron los siguientes:
| Metal Hammer Golden Gods 2003 | Metal Hammer Golden Gods 2003 | Metal Hammer Golden Gods 2003                                                                                                  |
| Ganador                       | Trabajo ganador               | Nominados |
| Mejor banda internacional     | Mejor banda internacional     | Mejor banda internacional |
| ----------------------------- | ----------------------------- | --- |
| Deftones                      | —                             | Audioslave Marilyn Manson Murderdolls Soil                                                                                     |
| Mejor banda británica         |                               | |
| InMe                          | —                             | Lostprophets Cradle of Filth Feeder Raging Speedhorn                                                                           |
| Mejor banda revelación        |                               | |
| Murderdolls                   | —                             | InMe Finch Soilwork The Used                                                                                                   |
| Mejor banda underground       |                               | |
| Shadows Fall                  | —                             | Arch Enemy Cult of Luna Opeth Satyricon                                                                                        |
| Mejor banda en vivo           |                               | |
| Amen                          | —                             | Rammstein The Distillers System of a Down Murderdolls                                                                          |
| Mejor video                   |                               | |
| Cradle of Filth               | Babalon AD                    | Audioslave — «Cochise» System of a Down — «Boom!» Queens of the Stone Age — «No One Knows» Disturbed — «Prayer»                |
| Mejor sencillo                |                               | |
| The Darkness                  | «Get Your Hands Off My Woman» | Audioslave — «Cochise» InMe — «Crushed Like Fruit» Stone Sour — «Bother» The Used — «The Taste of Ink»                         |
| Mejor álbum                   |                               | |
| AFI                           | Sing the Sorrow               | Glassjaw — Worship and Tribute Audioslave — Audioslave Shadows Fall — The Art of Balance Cradle of Filth — Damnation and a Day |
| Mejor guitarrista             |                               | |
| Tom Morello                   | —                             | Mick Thomson Shaun Glass Daron Malakian Kerry King                                                                             |
| Premio Golden God             |                               | |
| Marilyn Manson                | —                             | Chris Cornell Casey Chaos Brody Armstrong Davey Havok                                                                          |

### Segunda edición
La segunda versión se llevó a cabo el 7 de junio de 2004 en el recinto Hackney Ocean de Londres. Ian Camfield nuevamente presidió la ceremonia y contó con las presentaciones en vivo de HIM, Killswitch Engage, Akercocke, Young Heart Attack y Silvertide. En esta edición se entregaron por primera vez los premios honoríficos —cinco categorías de diez— cuyos ganadores fueron seleccionados por el propio equipo editorial de Metal Hammer. A diferencia de la versión de 2003, no se otorgó el premio a mejor sencillo ya que fue sustituido por el galardón honorífico El espíritu de Hammer. Los ganadores y nominados fueron los siguientes:
| Metal Hammer Golden Gods 2004 | Metal Hammer Golden Gods 2004 | Metal Hammer Golden Gods 2004                                                                                |
| Ganador                       | Trabajo ganador               | Nominados |
| Mejor banda internacional     | Mejor banda internacional     | Mejor banda internacional                                                                                    |
| ----------------------------- | ----------------------------- | --- |
| Metallica                     | —                             | HIM The Distillers Killswitch Engage Dimmu Borgir                                                            |
| Mejor banda revelación        |                               | |
| Funeral for a Friend          | —                             | Avenged Sevenfold Young Heart Attack Chimaira The Bronx                                                      |
| Mejor banda underground       |                               | |
| In Flames                     | —                             | Akercocke Bleeding Through Converge Lamb of God                                                              |
| Mejor banda en vivo           |                               | |
| Slayer                        | —                             | Metallica Iron Maiden Lostprophets Machine Head                                                              |
| Mejor video                   |                               | |
| The Darkness                  | «Love Is Only a Feeling»      | Incubus — «Megalomaniac» HIM — «The Funeral of Hearts» Metallica — «St. Anger» Amen — «Califonia's Bleeding» |
| Premios honoríficos           |                               | |
| Mejor banda británica         |                               | |
| Iron Maiden                   | —                             | — |
| Mejor álbum                   |                               | |
| Killswitch Engage             | The End of Heartache          | — |
| Mejor guitarrista             |                               | |
| Dimebag Darrell               | —                             | — |
| Premio Golden God             |                               | |
| Ville Valo                    | —                             | — |
| Premio El espíritu de Hammer  |                               | |
| Nikki Sixx                    | —                             | — |

### Tercera edición

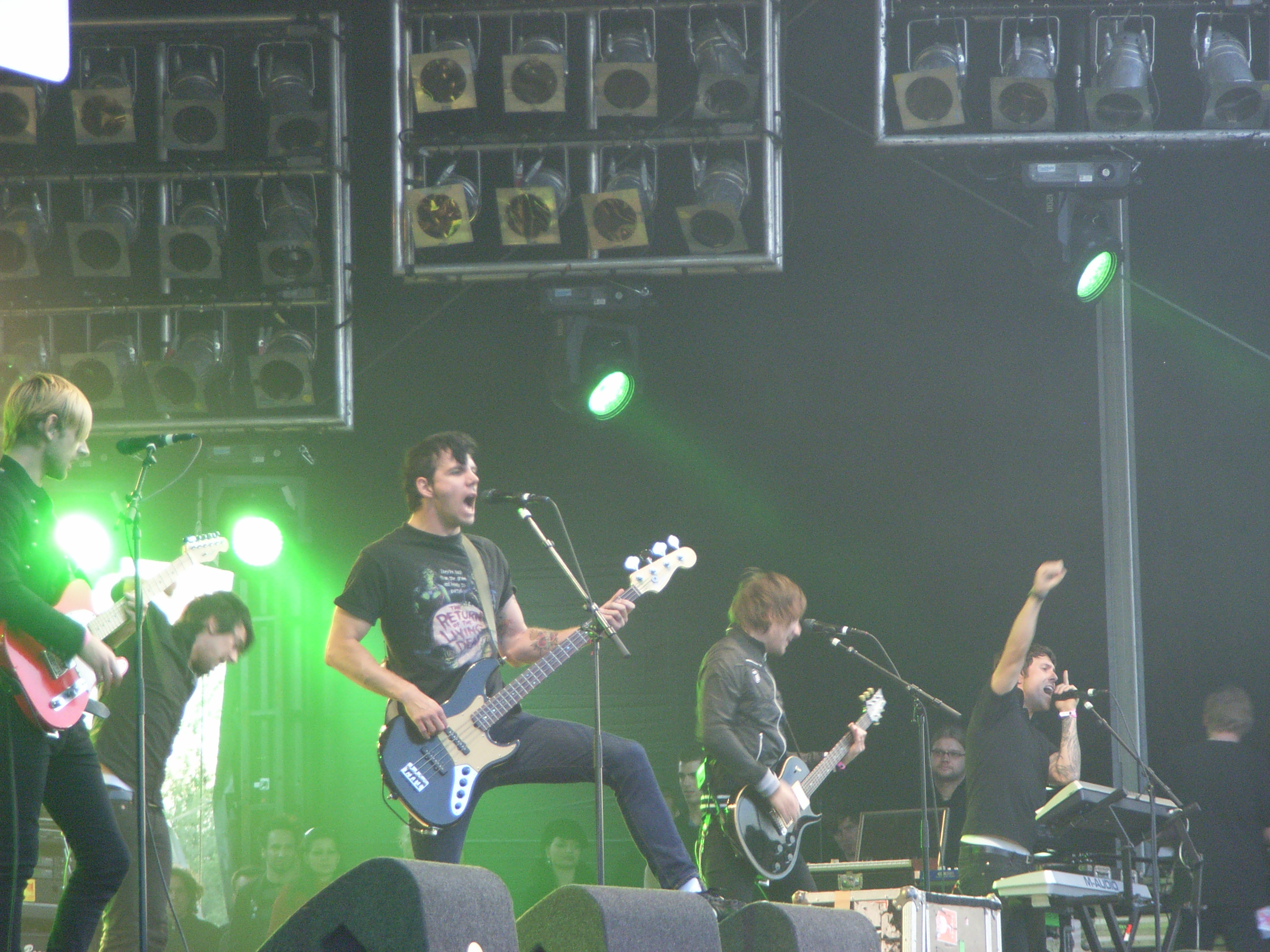
Lostprophets ganó el premio a mejor banda británica en 2005

El 13 de junio de 2005 se realizó la tercera edición, esta vez en el recinto London Astoria de Londres. El disc jockey Ian Camfield fungió como presentador y contó con los espectáculos en vivo de Anthrax, Nightwish, Shadows Fall, Bullet for My Valentine y Trivium. Catorce premios fueron entregados: siete por votación popular y siete honoríficos. Para esta versión se incluyó una nueva categoría principal (mejor sello discográfico de rock), mientras que por primera vez dos bandas compartieron un mismo galardón: Meshuggah y Mastodon como mejor banda underground. Por su parte, la distinción a mejor guitarrista se dividió en dos: el Señor del Riff y el premio Shredder. Además, la revista entregó por primera vez las categorías Ícono y a la mejor banda de metal.
| Metal Hammer Golden Gods 2005    | Metal Hammer Golden Gods 2005 | Metal Hammer Golden Gods 2005 |
| Ganador                          | Trabajo ganador               | Nominados |
| Mejor banda internacional        | Mejor banda internacional     | Mejor banda internacional |
| -------------------------------- | ----------------------------- | --- |
| The Used                         | —                             | Lacuna Coil Velvet Revolver Nightwish My Chemical Romance                                                                        |
| Mejor banda británica            |                               | |
| Lostprophets                     | —                             | DragonForce Bullet for My Valentine Hurricane Party Viking Skull                                                                 |
| Mejor banda revelación           |                               | |
| Nightwish                        | —                             | Lordi Trivium Atreyu Eighteen Visions                                                                                            |
| Mejor banda underground          |                               | |
| Meshuggah/ Mastodon              | —                             | Mortiis Extol Behemoth |
| Mejor banda en vivo              |                               | |
| Slipknot                         | —                             | Rammstein Judas Priest Mötley Crüe Mastodon                                                                                      |
| Mejor video                      |                               | |
| My Chemical Romance              | «Helena»                      | Velvet Revolver — «Fall to Pieces» Lordi — «Blood Red Sandman» Atreyu — «Right Side of the Bed» Cradle of Filth — «Nymphetamine» |
| Mejor sello discográfico de rock |                               | |
| Roadrunner Records               | —                             | Earache Records Century Media Records Nuclear Blast Sanctuary Records                                                            |
| Premios honoríficos              |                               | |
| Mejor banda de metal             |                               | |
| Anthrax                          | —                             | — |
| Mejor álbum                      |                               | |
| Judas Priest                     | Angel of Retribution          | — |
| Premio Señor del Riff            |                               | |
| Zakk Wylde                       | —                             | — |
| Premio Shredder                  |                               | |
| Herman Li                        | —                             | — |
| Premio Golden God                |                               | |
| Lemmy Kilmister                  | —                             | — |
| Premio El espíritu de Hammer     |                               | |
| Black Sabbath                    | —                             | — |
| Premio Ícono                     |                               | |
| Ville Valo                       | —                             | — |

### Cuarta edición
La cuarta versión se llevó a cabo el 12 de junio de 2006 en la sala de conciertos KOKO de Londres. Por cuarta y última vez Ian Camfield de la radio británica XFM dirigió la ceremonia y contó con las presentaciones en vivo de Bullet for My Valentine, DragonForce, Lacuna Coil y Viking Skull. En esta ocasión se entregaron quince premios, de los cuales solo tres fueron honoríficos. Por primera vez se otorgó la distinción a mejor baterista, mientras que la de mejor sello discográfico de rock se renombró mejor sello discográfico de metal y el galardón Shredder pasó a llamarse Dimebag para el joven guitarrista shredder en honor al fallecido guitarrista Dimebag Darrell. Por su parte, entre los honoríficos, por primera y única vez la revista entregó el premio a mejor álbum de los últimos veinte años.
| Metal Hammer Golden Gods 2006                     | Metal Hammer Golden Gods 2006 | Metal Hammer Golden Gods 2006 |
| Ganador                                           | Trabajo ganador               | Nominados |
| Mejor banda internacional                         | Mejor banda internacional     | Mejor banda internacional |
| ------------------------------------------------- | ----------------------------- | --- |
| Avenged Sevenfold                                 | —                             | Lacuna Coil Coheed and Cambria Trivium Mastodon                                                                                          |
| Mejor banda británica                             |                               | |
| Bullet for My Valentine                           | —                             | Funeral for a Friend Skindred Breed 77 DragonForce                                                                                       |
| Mejor banda revelación                            |                               | |
| Aiden                                             | —                             | The Fall of Troy Engerica Still Remains Mendeed                                                                                          |
| Mejor banda underground                           |                               | |
| Satyricon                                         | —                             | Bleeding Through Clutch Cathedral Meads of Asphodel                                                                                      |
| Mejor banda en vivo                               |                               | |
| Trivium                                           | —                             | Bullet for My Valentine Coheed and Cambria In Flames Arch Enemy                                                                          |
| Mejor video                                       |                               | |
| Within Temptation                                 | «Angels»                      | Avenged Sevenfold — «Bat Country» My Chemical Romance — «The ghost of you» Funeral for a Friend — «History» HIM — «Wings of a Butterfly» |
| Álbum del año                                     |                               | |
| Coheed and Cambria                                | IV                            | Opeth — Ghost Reveries DragonForce — Inhuman Rampage Avenged Sevenfold — City of Evil Bullet for My Valentine — The Poison               |
| Premio Señor del Riff                             |                               | |
| Jerry Cantrell                                    | —                             | Slash James Hetfield Jimmy Page Michael Amott                                                                                            |
| Premio Dimebag para el joven guitarrista shredder |                               | |
| Synyster Gates                                    | —                             | God Forbid Trivium Alexi Laiho In Flames                                                                                                 |
| Mejor sello discográfico de metal                 |                               | |
| Roadrunner Records                                | —                             | Century Media Records Nuclear Blast SPV GmbH/Steamhammer Records Relapse Records                                                         |
| Mejor baterista                                   |                               | |
| Travis Smith                                      | —                             | The Rev Igor Cavalera Dave Lombardo Nicko McBrain                                                                                        |
| Premio Ícono                                      |                               | |
| Cristina Scabbia                                  | —                             | Zakk Wylde Kerry King Axl Rose Eddie the Head                                                                                            |
| Premios honoríficos                               |                               | |
| Premio Golden God                                 |                               | |
| Matt Heafy                                        | —                             | — |
| Premio El espíritu de Hammer                      |                               | |
| Lordi                                             | —                             | — |
| Mejor álbum de los últimos veinte años            |                               | |
| Slayer                                            | Reign in Blood                | — |

### Quinta edición

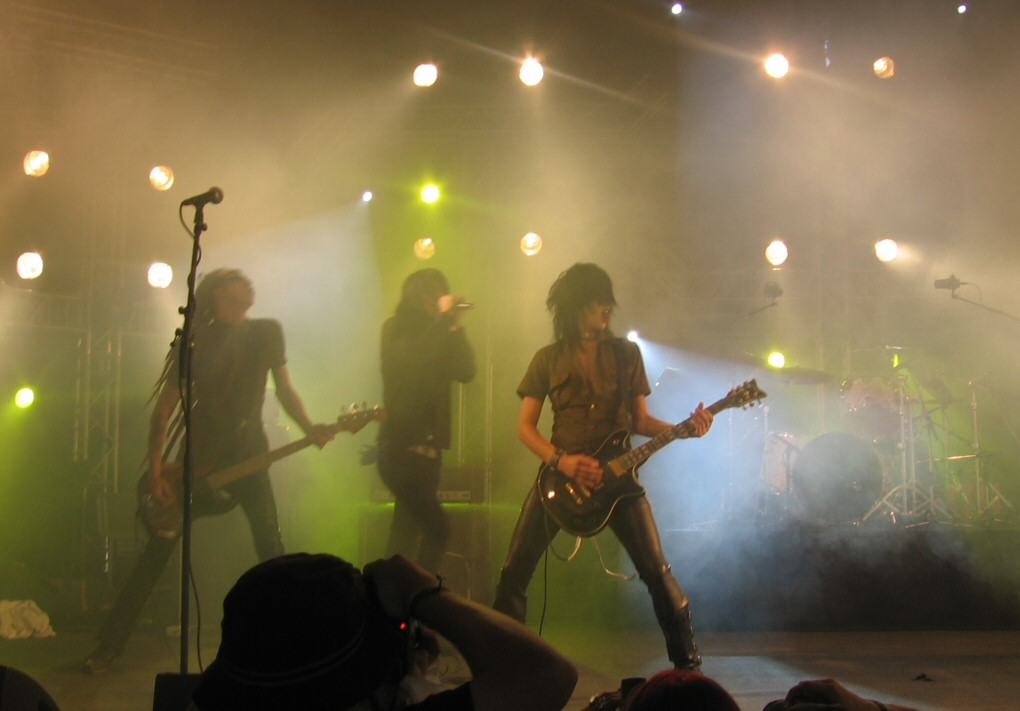
Deathstars ganó el premio a mejor banda revelación en 2007

El 11 de junio de 2007 en el recinto KOKO de Londres se llevó a cabo la quinta edición. Presidida por el vocalista Jamey Jasta de Hatebreed, contó con las presentaciones en vivo de Machine Head, Dimmu Borgir, Lamb of God, Turisas y Priestess. Quince premios fueron entregados: diez por votación popular y cinco honoríficos. Una vez que se dieron a conocer las nominaciones figuraba la de mejor evento, pero en la ceremonia este galardón no se entregó. Además, por primera vez en las categorías Señor del Riff y Shredder se nominaron a dúos y tríos de guitarristas. Por su parte, el equipo editorial de la revista otorgó dos nuevas distinciones honoríficas a mejor campaña viral y el premio Regreso.
| Metal Hammer Golden Gods 2007     | Metal Hammer Golden Gods 2007 | Metal Hammer Golden Gods 2007 |
| Ganador                           | Trabajo ganador               | Nominados |
| Mejor banda internacional         | Mejor banda internacional     | Mejor banda internacional |
| --------------------------------- | ----------------------------- | --- |
| Killswitch Engage                 | —                             | Slayer Velvet Revolver Lamb of God Dimmu Borgir |
| Mejor banda británica             |                               | |
| Bullet for My Valentine           | —                             | Iron Maiden Bring Me the Horizon Breed 77 Mendeed |
| Mejor banda revelación            |                               | |
| Deathstars                        | —                             | Cancer Bats He Is Legend Gallows Abigail Williams |
| Mejor banda underground           |                               | |
| Job for a Cowboy                  | —                             | Turisas The End Gojira Municipal Waste |
| Mejor banda en vivo               |                               | |
| Lamb of God                       | —                             | In Flames Gallows DragonForce Nine Inch Nails |
| Mejor video                       |                               | |
| Avenged Sevenfold                 | «Seize the Day»               | Lamb of God — «Redneck» DragonForce — «Operation Ground and Pound» Slayer — «Eyes of the Insane» My Chemical Romance — «Welcome to the Black Parade» |
| Álbum del año                     |                               | |
| Machine Head                      | The Blackening                | Iron Maiden — A Matter of Life and Death Lamb of God — Sacrament Mastodon — Blood Mountain My Chemical Romance — The Black Parade                    |
| Premio Señor del Riff             |                               | |
| Slash                             | —                             | Tony Iommi Dave Mustaine Adrian Smith, Dave Murray y Janick Gers Robert Flynn y Phil Demmel                                                          |
| Premio Shredder                   |                               | |
| Bill Kelliher y Brent Hinds       | —                             | Willie Adler y Mark Morton Matt Heafy y Corey Beaulieu Herman Li y Sam Totman Alexi Laiho                                                            |
| Mejor sello discográfico de metal |                               | |
| Roadrunner Records                | —                             | Century Media Records Metal Blade Records Candlelight Records Earache Records                                                                        |
| Premios honoríficos               |                               | |
| Premio Golden God                 |                               | |
| Robert Flynn                      | —                             | — |
| Premio El espíritu de Hammer      |                               | |
| Napalm Death                      | —                             | — |
| Premio Ícono                      |                               | |
| Slayer                            | —                             | — |
| Mejor campaña viral               |                               | |
| Buckcherry                        | —                             | — |
| Premio Regreso                    |                               | |
| Heaven and Hell                   | —                             | — |

### Sexta edición
La sexta versión aconteció el 16 de junio de 2008 en el Indigo at the O2 de Londres. El vocalista Oderus Urungus de Gwar dirigió la ceremonia y contó con las presentaciones en vivo de Disturbed, Children of Bodom, In Flames, Apocalyptica y Testament. De los once premios por votación popular, por primera vez se entregó a mejor debut, mientras que el galardón Shredder pasó a llamarse Shredder Dimebag Darrell. Por su parte, entre los cinco honoríficos, la revista otorgó el metal para las masas —al mejor fanático— y el evento del año. Además, por primera vez el espíritu de Hammer se concedió a dos personas, en este caso a los hermanos Max e Igor Cavalera.
| Metal Hammer Golden Gods 2008     | Metal Hammer Golden Gods 2008 | Metal Hammer Golden Gods 2008 |
| Ganador                           | Trabajo ganador               | Nominados |
| Mejor banda internacional         | Mejor banda internacional     | Mejor banda internacional |
| --------------------------------- | ----------------------------- | --- |
| In Flames                         | —                             | Avenged Sevenfold Down Nightwish Dir en Grey                                                                                               |
| Mejor banda británica             |                               | |
| Iron Maiden                       | —                             | Paradise Lost Saxon Judas Priest Bullet for My Valentine                                                                                   |
| Mejor banda revelación            |                               | |
| Apocalyptica                      | —                             | Still Remains DevilDriver Bloodsimple Every Time I Die                                                                                     |
| Mejor banda underground           |                               | |
| The Black Dahlia Murder           | —                             | Maylene and the Sons of Disaster Municipal Waste Gallhammer Trigger the Bloodshed                                                          |
| Mejor banda en vivo               |                               | |
| Machine Head                      | —                             | Gallows Megadeth Arch Enemy Turisas |
| Mejor video                       |                               | |
| Dimmu Borgir                      | «The Serpentine Offering»     | Himsa — «Unleash Carnage» Goat the Head — «Darwininan Minions» Bullet for My Valentine — «Scream Aim Fire» As I Lay Dying — «Nothing Left» |
| Mejor álbum                       |                               | |
| Testament                         | The Formation of Damnation    | Avenged Sevenfold — Avenged Sevenfold Down — Down III: Over the Under Children of Bodom — Blooddrunk Atreyu — Lead Sails Paper Anchor      |
| Premio Señor del Riff             |                               | |
| Dave Mustaine                     | —                             | Jon Schaffer Mikael Åkerfeldt Ace Frehley Slash                                                                                            |
| Premio Shredder Dimebag Darrell   |                               | |
| Alexi Laiho                       | —                             | Dan Donegan Jesper Strömblad Michael Amott Dino Cazares                                                                                    |
| Mejor sello discográfico de metal |                               | |
| Roadrunner Records                | —                             | Metal Blade Records Century Media Records Nuclear Blast SPV GmbH Spinefarm Records                                                         |
| Mejor debut                       |                               | |
| Airbourne                         | Runnin' Wild                  | Baroness — Red Album Evile — Enter the Grave Engel — Absolute Design Suicide Silence — The Cleansing                                       |
| Premios honoríficos               |                               | |
| Premio Golden God                 |                               | |
| Kerry King                        | —                             | — |
| Premio El espíritu de Hammer      |                               | |
| Max Cavalera e Igor Cavalera      | —                             | — |
| Premio Icono                      |                               | |
| Eddie the Head                    | —                             | — |
| Premio Metal para las masas       |                               | |
| William Gledhill                  | —                             | — |
| Premio Evento del año             |                               | |
| Hard Rock Hell Fest               | —                             | — |

### Séptima edición

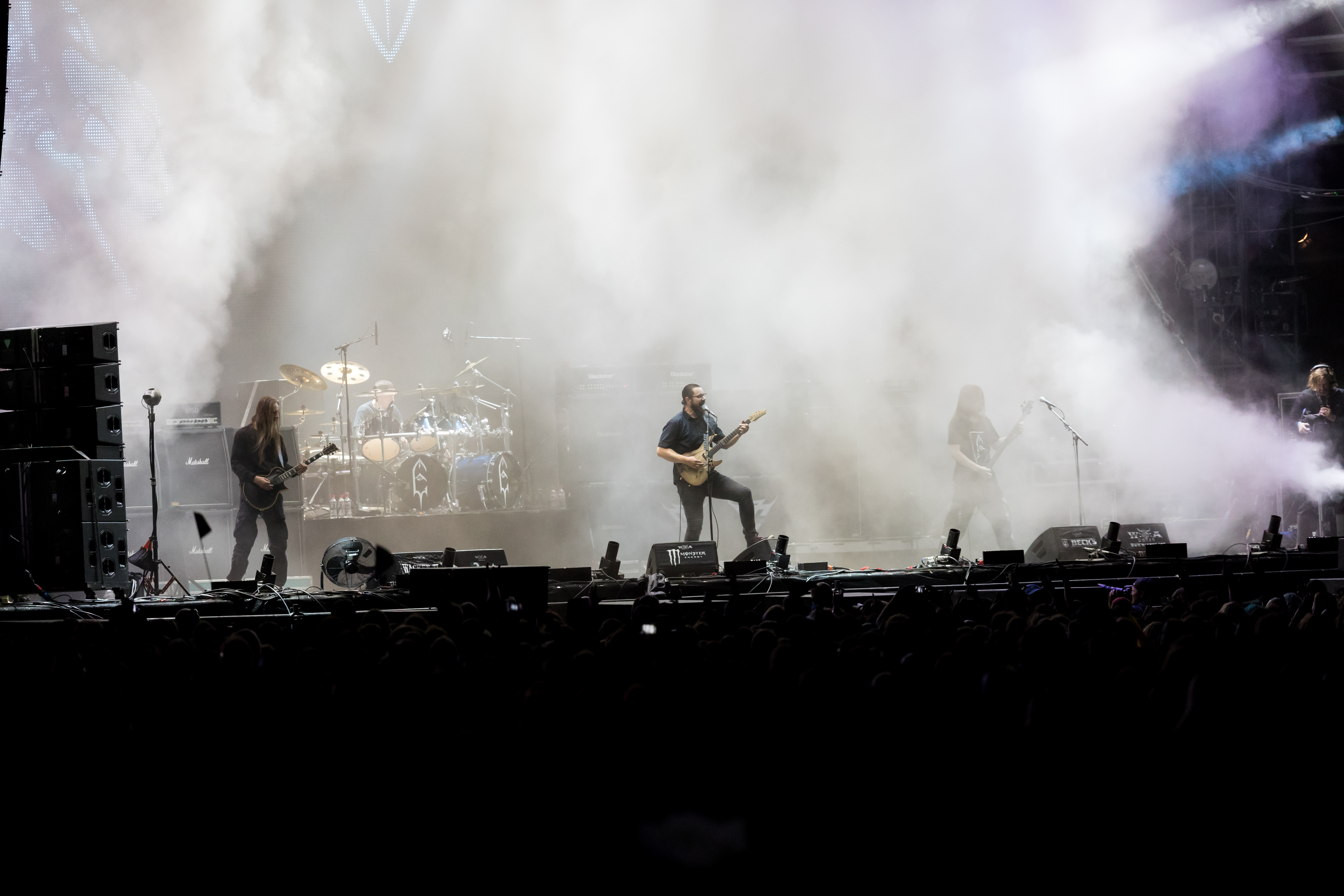
La noruega Emperor recibió el premio inspiración en 2009

El 15 de junio de 2009 en el recinto Indig02 de Londres se realizó la séptima versión. En esta ocasión, el comediante canadiense Jason Rouse fungió como director de ceremonia y contó con las presentaciones en vivo de Trivium, Anvil, Amon Amarth, DevilDriver y Saxon. Dieciséis premios fueron entregados: ocho por votación popular y ocho honoríficos. El galardón Ícono pasó a llamarse Inspiración y por primera vez se otorgó el de mejor banda nueva. Por su parte, la revista concedió dos nuevas distinciones honoríficas: Leyendas y Metal As Fuck.
| Metal Hammer Golden Gods 2009     | Metal Hammer Golden Gods 2009 | Metal Hammer Golden Gods 2009 |
| Ganador                           | Trabajo ganador               | Nominados |
| Mejor banda internacional         | Mejor banda internacional     | Mejor banda internacional |
| --------------------------------- | ----------------------------- | --- |
| Slipknot                          | —                             | Amon Amarth Deathstars Dimmu Borgir Metallica Lamb of God                                                                          |
| Mejor banda británica             |                               | |
| Iron Maiden                       | —                             | The Answer DragonForce Saxon Gallows Motörhead                                                                                     |
| Mejor banda revelación            |                               | |
| Amon Amarth                       | —                             | All That Remains Gojira Bring Me the Horizon Airbourne Underoath                                                                   |
| Mejor banda underground           |                               | |
| Behemoth                          | —                             | Architects Annotations of an Autopsy Kylesa Beneath the Massacre Legion of the Damned                                              |
| Mejor banda en vivo               |                               | |
| Slipknot                          | —                             | DevilDriver Clutch Deathstars Skindred Down                                                                                        |
| Premio Shredder(s)                |                               | |
| Herman Li y Sam Totman            | —                             | Mick Thomson y Jim Root Olavi Mikkonen y Johan Söderberg Mark Morton y Willie Adler Eric Peterson y Alex Skolnick Mikael Åkerfeldt |
| Mejor sello discográfico de metal |                               | |
| Roadrunner Records                | —                             | Metal Blade Records Nuclear Blast Rising Records SPV/Steamhammer Spinefarm Records                                                 |
| Mejor banda nueva                 |                               | |
| Five Finger Death Punch           | —                             | Black Tide Sylosis Malefice Trigger the Bloodshed Alestorm                                                                         |
| Premios honoríficos               |                               | |
| Premio Golden God                 |                               | |
| Iron Maiden                       | —                             | — |
| Premio El espíritu del metal      |                               | |
| Saxon                             | —                             | — |
| Premio Inspiración                |                               | |
| Emperor                           | —                             | — |
| Premio Señor del Riff             |                               | |
| Steve Vai                         | —                             | — |
| Mejor álbum                       |                               | |
| Lamb of God                       | Wrath                         | — |
| Premio Leyendas                   |                               | |
| Def Leppard                       | —                             | — |
| Premio Metal As Fuck              |                               | |
| Anvil                             | —                             | — |
| Premio Evento del año             |                               | |
| Download Festival                 | —                             | — |

### Octava edición
La octava versión se llevó a cabo el 14 de junio de 2010 en el recinto Indig02 de Londres. La ceremonia fue dirigida por la banda Steel Panther y contó con las presentaciones en vivo de Steel Panther, Five Finger Death Punch, Skindred, Airbourne y Evile. De los diez premios entregados por votación popular, destacaron el regreso de la categoría a mejor baterista y la de evento del año, que en las ediciones anteriores era otorgado por la editorial de Metal Hammer. En cuanto a los honoríficos, la revista agregó los galardones a Defensor de la fe, concedido al disc jockey Jon Morter y a su esposa Tracy por ser los responsables de la campaña que quería poner un éxito de Rage Against the Machine en la lista musical británica, y el metal global, una distinción a la mejor banda de metal del Oriente.
| Metal Hammer Golden Gods 2010   | Metal Hammer Golden Gods 2010 | Metal Hammer Golden Gods 2010                                                                            |
| Ganador                         | Trabajo ganador               | Nominados                                                                                                |
| Mejor banda internacional       | Mejor banda internacional     | Mejor banda internacional                                                                                |
| ------------------------------- | ----------------------------- | --- |
| Lamb of God                     | —                             | Megadeth AC/DC Stone Sour Them Crooked Vultures                                                          |
| Mejor banda británica           |                               | |
| Bullet for My Valentine         | —                             | Judas Priest Bring Me the Horizon Evile Skindred                                                         |
| Mejor banda revelación          |                               | |
| Five Finger Death Punch         | —                             | Bigelf Behemoth Steel Panther Baroness                                                                   |
| Mejor banda underground         |                               | |
| Immortal                        | —                             | Ov Hell Shrinebuilder Gama Bomb Black Spiders                                                            |
| Mejor banda en vivo             |                               | |
| Machine Head                    | —                             | Skindred Kiss Rammstein Airbourne                                                                        |
| Premio Señor del Riff           |                               | |
| Joe Perry                       | —                             | Jerry Cantrell Dave Mustaine Slash Zakk Wylde                                                            |
| Premio Shredder Dimebag Darrell |                               | |
| Zoltan Bathory                  | —                             | Satchel Jeff Kendrick Dino Cazares Pepper Keenan                                                         |
| Mejor baterista                 |                               | |
| Mike Portnoy                    | —                             | Chris Adler Dave McClain Brann Dailor Dave Lombardo                                                      |
| Mejor banda nueva               |                               | |
| Rise to Remain                  | —                             | White Wizzard Holy Grail Taking Dawn Dommin                                                              |
| Premio Evento del año           |                               | |
| Download Festival               | —                             | Bloodstock Open Air Festival Sonisphere Video musical de «Pussy» de Rammstein Campaña RATM Christmas # 1 |
| Premios honoríficos             |                               | |
| Premio Golden God               |                               | |
| Zakk Wylde                      | —                             | — |
| Premio El espíritu de Hammer    |                               | |
| Christopher Lee                 | —                             | — |
| Premio Inspiración              |                               | |
| Tom G Warrior                   | —                             | — |
| Mejor álbum                     |                               | |
| Heaven and Hell                 | The Devil You Know            | — |
| Premio Defensor de la fe        |                               | |
| Jon Morter y Tracy Morter       | —                             | — |
| Premio Metal global             |                               | |
| Demonic Resurrection            | —                             | — |
| Premio Metal As Fuck            |                               | |
| Evile                           | —                             | — |

### Novena edición

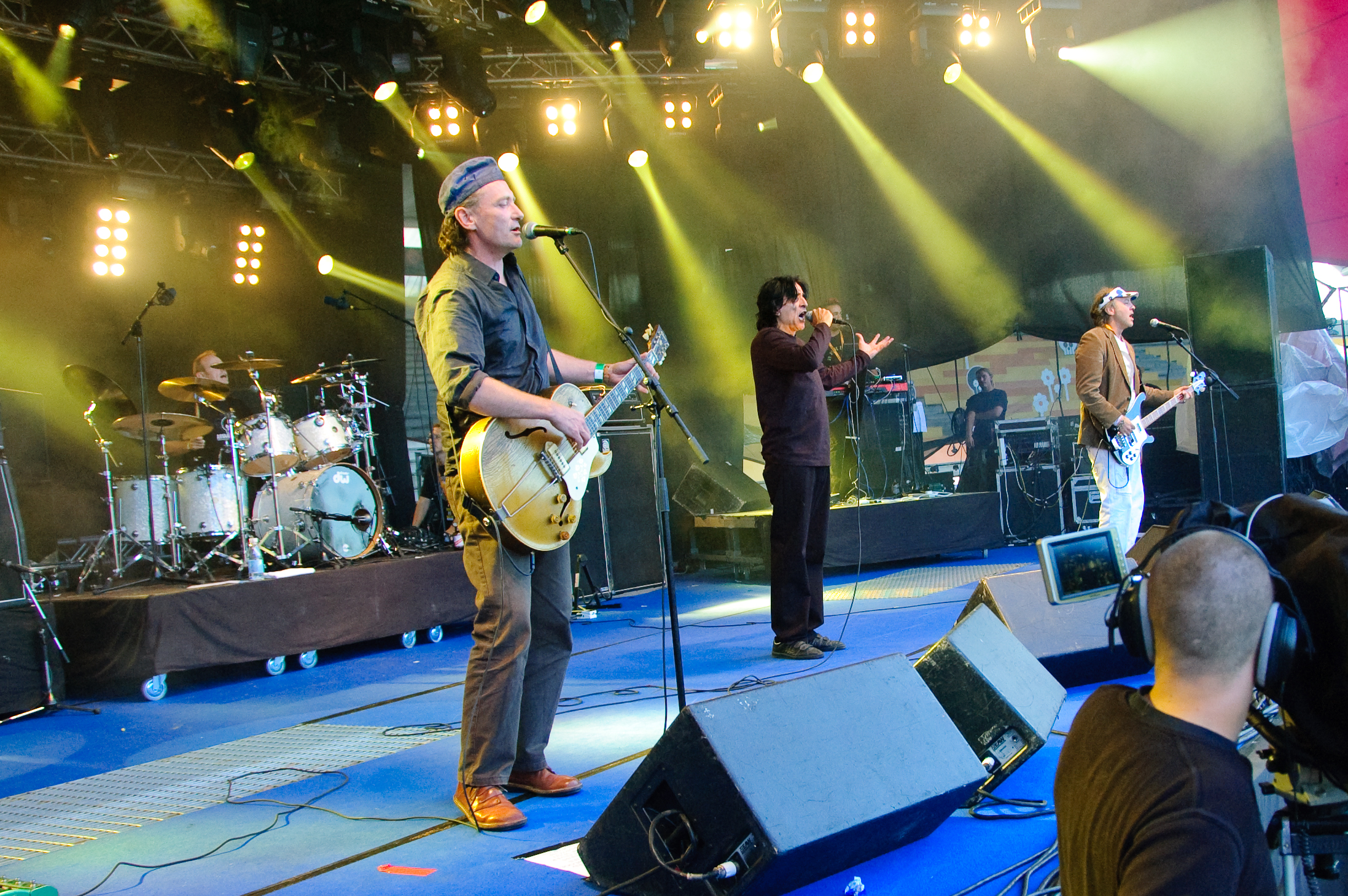
Killing Joke obtuvo el premio a mejor álbum en 2011 por su producción Absolute Dissent

La novena versión tuvo lugar el 11 de junio de 2011 en el Indig02 de Londres. El vocalista Alice Cooper fungió como presentador y contó con las presentaciones en vivo de Twisted Sister, Skindred, Buckcherry, Devin Townsend y Sylosis. De los quince premios otorgados destacaron el Metal As Fuck, porque pasó a ser una de las nueve elegidas por votación popular, y el Señor del Riff, uno de los seis honoríficos, que se entregó por primera vez a un dúo de guitarristas, Pepper Keenan y Kirk Windstein de la banda Down.
| Metal Hammer Golden Gods 2011  | Metal Hammer Golden Gods 2011 | Metal Hammer Golden Gods 2011                                                                                             |
| Ganador                        | Trabajo ganador               | Nominados |
| Mejor banda internacional      | Mejor banda internacional     | Mejor banda internacional                                                                                                 |
| ------------------------------ | ----------------------------- | --- |
| Avenged Sevenfold              | —                             | Stone Sour Dimmu Borgir Children of Bodom Down                                                                            |
| Mejor banda británica          |                               | |
| Iron Maiden                    | —                             | Bring Me the Horizon Skindred Architects Bullet for My Valentine                                                          |
| Mejor banda revelación         |                               | |
| Sabaton                        | —                             | Parkway Drive A Day to Remember Sylosis Volbeat                                                                           |
| Mejor banda underground        |                               | |
| Primordial                     | —                             | Watain Kylesa The Dead Lay Waiting Clutch                                                                                 |
| Mejor banda en vivo            |                               | |
| Skindred                       | —                             | Cancer Bats DevilDriver Rob Zombie Machine Head                                                                           |
| Premio Shredder(s)             |                               | |
| Gus G                          | —                             | Mark Tremonti Alexi Laiho Marc Rizzo Synyster Gates                                                                       |
| Mejor banda nueva              |                               | |
| The Damned Things              | —                             | The Defiled Kvelertak Tesseract Letlive                                                                                   |
| Premio Evento del año          |                               | |
| Gira Big 4 en el Reino Unido   | —                             | El regreso de Rob Zombie El regreso de Manowar La reformación de System of A Down La resurrección de Beavis and Butt-Head |
| Premio Metal As Fuck           |                               | |
| Nergal                         | —                             | Slayer Slipknot Zakk Wylde Deftones                                                                                       |
| Premios honoríficos            |                               | |
| Premio Golden God              |                               | |
| Rob Zombie                     | —                             | — |
| Premio El Espíritu de Hammer   |                               | |
| Diamond Head                   | —                             | — |
| Premio Inspiración             |                               | |
| Twisted Sister                 | —                             | — |
| Premio Icono                   |                               | |
| Judas Priest                   | —                             | — |
| Mejor álbum                    |                               | |
| Killing Joke                   | Absolute Dissent              | — |
| Premio Señores del Riff        |                               | |
| Pepper Keenan y Kirk Windstein | —                             | — |

### Décima edición
La décima edición se efectuó el 11 de junio de 2012 en el Indig02 de Londres. El vocalista Chris Jericho de Fozzy fungió como anfitrión de ceremonia y contó con las presentaciones en vivo de Anthrax, Biohazard, Ghost y Watain. Quince premios fueron entregados: nueve por votación popular y seis honoríficos. De estos últimos destacaron el mejor baterista, ya que en las ediciones pasadas (2006 y 2010) era escogido por el público, y el Inspiración, que fue concedido al sello discográfico Roadrunner.
| Metal Hammer Golden Gods 2012   | Metal Hammer Golden Gods 2012 | Metal Hammer Golden Gods 2012 |
| Ganador                         | Trabajo ganador               | Nominados |
| Mejor banda internacional       | Mejor banda internacional     | Mejor banda internacional |
| ------------------------------- | ----------------------------- | --- |
| Lamb of God                     | —                             | Opeth Meshuggah Five Finger Death Punch Nightwish |
| Mejor banda británica           |                               | |
| Saxon                           | —                             | Fields of the Nephilim Tesseract TRC Black Spiders |
| Mejor banda revelación          |                               | |
| Ghost                           | —                             | Cancer Bats Parkway Drive While She Sleeps Motionless in White |
| Mejor banda underground         |                               | |
| Watain                          | —                             | Black Breath Ancient Wisdom In Solitude Shining |
| Mejor banda en vivo             |                               | |
| Rammstein                       | —                             | Iron Maiden Metallica Skindred Watain |
| Premio Shredder Dimebag Darrell |                               | |
| Devin Townsend                  | —                             | Satchel Dino Cazares Adam Dutkiewicz Ol Drake |
| Mejor banda nueva               |                               | |
| The Defiled                     | —                             | Animals as Leaders Heights Kobra and the Lotus Primal Rock Rebellion                                                                                                |
| Premio Evento del año           |                               | |
| Gira británica de Iron Maiden   | —                             | Manowar regresa al Reino Unido Dave Mustaine toca con Metallica Los conciertos de Devin Townsend Project en Londres Tommy Lee trae su «montaña rusa» al Reino Unido |
| Premio Metal As Fuck            |                               | |
| Anthrax                         | —                             | Zoltan Bathory Hell Sabaton Nik Kai |
| Premios honoríficos             |                               | |
| Premio Golden God               |                               | |
| Joey DeMaio                     | —                             | — |
| Premio El Espíritu de Hammer    |                               | |
| Bill Bailey                     | —                             | — |
| Premio Inspiración              |                               | |
| Roadrunner Records              | —                             | — |
| Premio Icono                    |                               | |
| Fear Factory                    | —                             | — |
| Mejor baterista                 |                               | |
| Vinnie Paul                     | —                             | — |
| Mejor álbum                     |                               | |
| Mastodon                        | The Hunter                    | — |

### Undécima edición

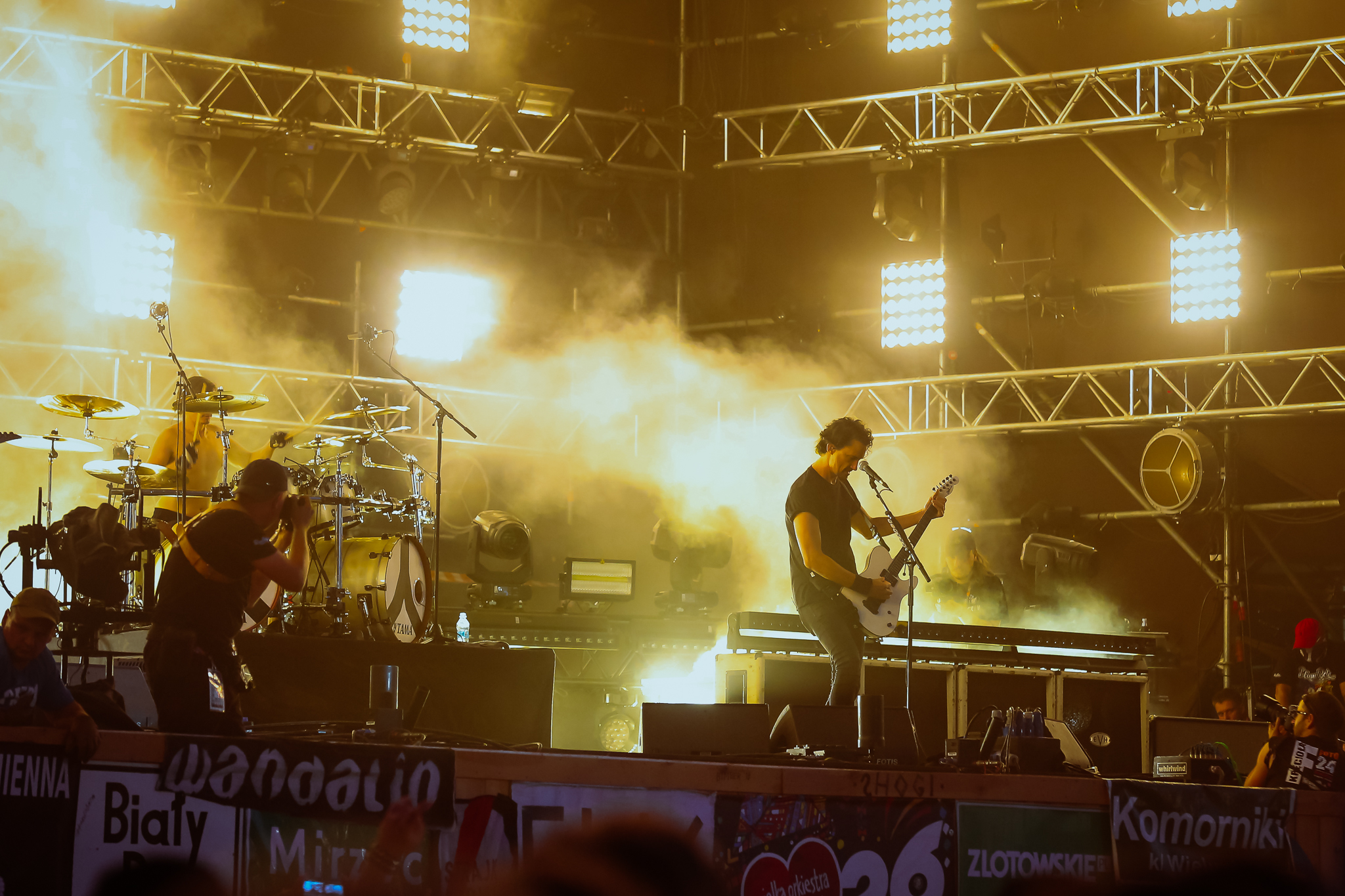
Gojira obtuvo el premio a mejor banda en vivo en 2013

El 17 de junio de 2013 en el Indig02 de Londres se realizó la undécima versión. El vocalista Devin Townsend dirigió la gala de entrega y contó con las presentaciones en vivo de Motörhead, Airbourne, Five Finger Death Punch, Coal Chamber y Paradise Lost. De los dieciséis premios otorgados destacó el regreso del honorífico Leyenda, que se le confirió a la cantante alemana Doro.
| Metal Hammer Golden Gods 2013    | Metal Hammer Golden Gods 2013 | Metal Hammer Golden Gods 2013 |
| Ganador                          | Trabajo ganador               | Nominados |
| Mejor banda internacional        | Mejor banda internacional     | Mejor banda internacional |
| -------------------------------- | ----------------------------- | --- |
| Stone Sour                       | —                             | Parkway Drive Deftones Five Finger Death Punch Down                                                                                     |
| Mejor banda británica            |                               | |
| Black Sabbath                    | —                             | Bring Me the Horizon Motörhead Paradise Lost Bullet for My Valentine                                                                    |
| Mejor banda revelación           |                               | |
| Asking Alexandria                | —                             | While She Sleeps Motionless in White Kvelertak Periphery                                                                                |
| Mejor banda underground          |                               | |
| The Algorithm                    | —                             | Royal Thunder Black Breath Hexvessel Uncle Acid and The Deadbeats                                                                       |
| Mejor banda en vivo              |                               | |
| Gojira                           | —                             | Limp Bizkit Clutch Airbourne Sabaton |
| Premio Shredder Dimebag Darrell  |                               | |
| Eric Calderone                   | —                             | Johan Söderberg y Olavi Mikkonen Andy James Fredrik Åkesson Paul Waggoner                                                               |
| Mejor banda nueva                |                               | |
| Bleed From Within                | —                             | Thy Art Is Murder Crossfaith Upon a Burning Body Bury Tomorrow                                                                          |
| Premio Evento del año            |                               | |
| Campaña de censo del heavy metal | —                             | Los jugadores del Sound City de Dave Grohl Anthrax On Mars Ginger Smashes the Music Insudtry Concierto Retinal Circus de Devin Townsend |
| Premio Metal As Fuck             |                               | |
| Burgerkill                       | —                             | Sea Shepherd Nergal Jason Newsted Pussy Riot                                                                                            |
| Premios honoríficos              |                               | |
| Premio Golden God                |                               | |
| Motörhead                        | —                             | — |
| Premio El Espíritu de Hammer     |                               | |
| Brian Blessed                    | —                             | — |
| Premio Inspiración               |                               | |
| Paradise Lost                    | —                             | — |
| Premio Icono                     |                               | |
| Alice in Chains                  | —                             | — |
| Premio Mejor álbum               |                               | |
| Black Sabbath                    | 13                            | — |
| Premio Leyenda                   |                               | |
| Doro                             | —                             | — |
| Premio Señor del Riff            |                               | |
| Scott Gorham                     | —                             | — |

### Duodécima edición
La duodécima versión se celebró el 16 de junio de 2014 en el Indig02 de Londres. Por segunda vez la banda Steel Panther presidió la ceremonia de premios y contó con las presentaciones en vivo de Steel Panther, The Dillinger Escape Plan, Black Stone Cherry, While She Sleeps y Behemoth. Por primera vez se entregaron las distinciones videojuego del año y Rey del Internet. Además, regresaron la de mejor video, que no se otorgaba desde la edición de 2008, y la de metal global, que no se concedía desde 2010. Este último se incluyó como una de las categorías principales y fueron nominadas tanto bandas orientales como occidentales. El premio lo ganó el grupo israelita Orphaned Land, sin embargo, decidieron compartirlo con la palestina Khalas.
| Metal Hammer Golden Gods 2014   | Metal Hammer Golden Gods 2014                 | Metal Hammer Golden Gods 2014                                                                                |
| Ganador                         | Trabajo ganador                               | Nominados |
| Mejor banda internacional       | Mejor banda internacional                     | Mejor banda internacional                                                                                    |
| ------------------------------- | --------------------------------------------- | --- |
| Avenged Sevenfold               | —                                             | Dream Theater Within Temptation Volbeat Nine Inch Nails                                                      |
| Mejor banda británica           |                                               | |
| Iron Maiden                     | —                                             | Carcass Bring Me the Horizon Architects Asking Alexandria                                                    |
| Mejor banda revelación          |                                               | |
| Of Mice & Men                   | —                                             | Uncle Acid and The Deadbeats Crossfaith Tesseract Powerwolf                                                  |
| Mejor banda underground         |                                               | |
| Wardruna                        | —                                             | Scorpion Child Deafheaven Alcest Beastmilk                                                                   |
| Mejor banda en vivo             |                                               | |
| Killswitch Engage               | —                                             | The Dillinger Escape Plan The Prodigy Five Finger Death Punch Karnivool                                      |
| Video del año                   |                                               | |
| Steel Panther                   | «Party Like Tomorrow is The End of the World» | Letlive — «Banshee (Ghost Fame)» The Defiled — «As I Drown» Wilson — «College Gangbang» Korn — «Never Never» |
| Premio Shredder Dimebag Darrell |                                               | |
| Misha Mansoor                   | —                                             | Ryan Knight Tosin Abasi Justin Aufdemkampe Sid Glover                                                        |
| Mejor banda nueva               |                                               | |
| Devil You Know                  | —                                             | Hacktivits Northlane Issues Savage Messiah                                                                   |
| Premio Metal global             |                                               | |
| Orphaned Land y Khalas          | —                                             | Skyharbor Godless Symptons From The Vastland Skiltron                                                        |
| Videojuego del año              |                                               | |
| Grand Theft Auto V              | —                                             | WWE 2K14 Rocksmith 2014 Call of Duty: Ghosts World of Tanks                                                  |
| Premio Rey del internet         |                                               | |
| Devin Townsend                  | —                                             | David Draiman Paolo Gregoletto Robb Flynn Chris Jericho                                                      |
| Premios honoríficos             |                                               | |
| Premio Golden God               |                                               | |
| Mikael Åkerfeldt                | —                                             | — |
| Premio El Espíritu de Hammer    |                                               | |
| David Prowse                    | —                                             | — |
| Premio Inspiración              |                                               | |
| Hanoi Rocks                     | —                                             | — |
| Premio Icono                    |                                               | |
| Michael Schenker                | —                                             | — |
| Mejor álbum                     |                                               | |
| Behemoth                        | The Satanist                                  | — |
| Premio Señor del Riff           |                                               | |
| Mark Tremonti                   | —                                             | — |

### Décima tercera edición

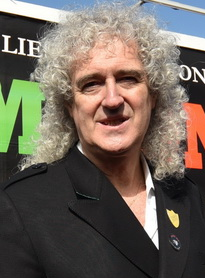
Brian May recibió el premio señor del riff en 2015

El 15 de junio de 2015 se llevó a cabo la decimotercera versión en el recinto Indig02 de Londres. El guitarrista Scott Ian de Anthrax presidió la ceremonia y contó con las presentaciones en vivo de Suicidal Tendencies, We Are Harlot, Babymetal junto a DragonForce, At the Gates y Killing Joke. Esta es la edición en que más premios han sido entregados —dieciocho— con nueve por votación popular y nueve honoríficos. Entre las principales, el Rey del Internet pasó a llamarse Reina/Rey del Internet y el premio para el mejor sello discográfico, que no se entregaba desde 2009, regresó con el nombre de mejor sello discográfico independiente. Por su parte, entre los honoríficos, se retomaron el premio Leyenda —excluido de la edición anterior— y el Defensor de la fe, que no se concedía desde 2010. Además, el metal global volvió a ser escogido por la editorial de Metal Hammer.
| Metal Hammer Golden Gods 2015          | Metal Hammer Golden Gods 2015 | Metal Hammer Golden Gods 2015                                   |
| Ganador                                | Trabajo ganador               | Nominados                                                       |
| Mejor banda internacional              | Mejor banda internacional     | Mejor banda internacional                                       |
| -------------------------------------- | ----------------------------- | --------------------------------------------------------------- |
| Slipknot                               | —                             | Machine Head Nightwish Mastodon Scorpions                       |
| Mejor banda británica                  |                               |                                                                 |
| Bring Me the Horizon                   | —                             | Electric Wizard Napalm Death Architects While She Sleeps        |
| Mejor banda revelación                 |                               |                                                                 |
| Babymetal                              | —                             | The Amity Affliction Halestorm Bury Tomorrow In This Moment     |
| Mejor banda underground                |                               |                                                                 |
| Winterfylleth                          | —                             | Sólstafir Purson Royal Thunder Bölzer                           |
| Mejor banda en vivo                    |                               |                                                                 |
| Of Mice & Men                          | —                             | Parkway Drive Meshuggah Killer Be Killed Devin Townsend         |
| Premio Shredder Dimebag Darrell        |                               |                                                                 |
| Richie Faulkner                        | —                             | Ben Bruce Ice Dale Jake Pitts Joss Middleton                    |
| Mejor banda nueva                      |                               |                                                                 |
| We Are Harlot                          | —                             | King 810 Beartooth Marmozets King Parrot                        |
| Mejor sello discográfico independiente |                               |                                                                 |
| Epitaph Records                        | —                             | Relapse Records Earache Records Basick Records Season of Mist   |
| Premio Reina/Rey del internet          |                               |                                                                 |
| 10 Second Song Guy                     | —                             | Metal Construction Drewsif Stalin Tina S Vegan Black Metal Chef |
| Premios honoríficos                    |                               |                                                                 |
| Premio Golden God                      |                               |                                                                 |
| Dave Mustaine                          | —                             | —                                                               |
| Premio El Espíritu de Hammer           |                               |                                                                 |
| Matt Taylor                            | —                             | —                                                               |
| Premio Inspiración                     |                               |                                                                 |
| At the Gates                           | —                             | —                                                               |
| Premio Icono                           |                               |                                                                 |
| Mike Muir                              | —                             | —                                                               |
| Mejor álbum                            |                               |                                                                 |
| Faith No More                          | Sol Invictus                  | —                                                               |
| Premio Leyenda                         |                               |                                                                 |
| Gene Simmons                           | —                             | —                                                               |
| Premio Defensor de la fe               |                               |                                                                 |
| Tommy Thayer                           | —                             | —                                                               |
| Premio Señor del Riff                  |                               |                                                                 |
| Brian May                              | —                             | —                                                               |
| Premio Metal global                    |                               |                                                                 |
| District Unknow                        | Martyrs of Metal              | —                                                               |

### Décima cuarta edición
La decimocuarta versión se llevó a cabo el 13 de junio de 2016 por primera y única vez en el Hammersmith Apollo de Londres. Por segunda vez la gala fue presidida por el vocalista Jamey Jasta de Hatebreed y contó con las presentaciones en vivo de Amon Amarth, Halestorm, Gojira y Saxon junto a Phil Campbell y Mikkey Dee. Dieciséis premios fueron entregados: nueve por votación popular y siete honoríficos. Como homenaje al fallecido líder de Motörhead, Lemmy Kilmister, el galardón el espíritu de Hammer se renombró el espíritu de Lemmy. Además, regresó el premio a mejor video, que no se entregaba desde 2014.
| Metal Hammer Golden Gods 2016          | Metal Hammer Golden Gods 2016 | Metal Hammer Golden Gods 2016                                                                                               |
| Ganador                                | Trabajo ganador               | Nominados |
| Mejor banda internacional              | Mejor banda internacional     | Mejor banda internacional                                                                                                   |
| -------------------------------------- | ----------------------------- | --- |
| Ghost                                  | —                             | Amon Amarth Babymetal Killswitch Engage Slayer                                                                              |
| Mejor banda británica                  |                               | |
| Asking Alexandria                      | —                             | Architects Cradle of Filth Tesseract The Prodigy                                                                            |
| Mejor banda revelación                 |                               | |
| Beartooth                              | —                             | Avatar Deafheaven Northlane We Came as Romans                                                                               |
| Mejor banda underground                |                               | |
| Enslaved                               | —                             | Myrkur Rotting Christ Sunn O))) Tribulation                                                                                 |
| Mejor banda en vivo                    |                               | |
| Lamb of God                            | —                             | Anthrax Bring Me the Horizon Nightwish Parkway Drive                                                                        |
| Mejor video                            |                               | |
| Parkway Drive                          | «Vice Grip»                   | Anthrax — «Blood Eagle Wings» Iron Maiden — «Speed of Light» New Years Day — «I'm About to Break You» Slayer — «Repentless» |
| Premio Shredder Dimebag Darrell        |                               | |
| Lzzy Hale                              | —                             | Alpha Graham Pinney Joe Duplantier Kristan Dawson                                                                           |
| Mejor banda nueva                      |                               | |
| Creeper                                | —                             | Black Peaks Cane Hill Heck The Black Queen                                                                                  |
| Mejor sello discográfico independiente |                               | |
| Prosthetic Records                     | —                             | Basick Records Holy Roar Records Season of Mist UNFD                                                                        |
| Premio honoríficos                     |                               | |
| Premio Golden God                      |                               | |
| Joey Jordison                          | —                             | — |
| Premio El Espíritu de Lemmy            |                               | |
| Triple H                               | —                             | — |
| Premio Inspiración                     |                               | |
| Anthrax                                | —                             | — |
| Premio Icono                           |                               | |
| Nikki Sixx                             | —                             | — |
| Mejor álbum                            |                               | |
| Iron Maiden                            | The Book of Souls             | — |
| Premio Señor del Riff                  |                               | |
| Phil Campbell                          | —                             | — |
| Premio Metal global                    |                               | |
| Chthonic                               | —                             | — |

### Décima quinta edición

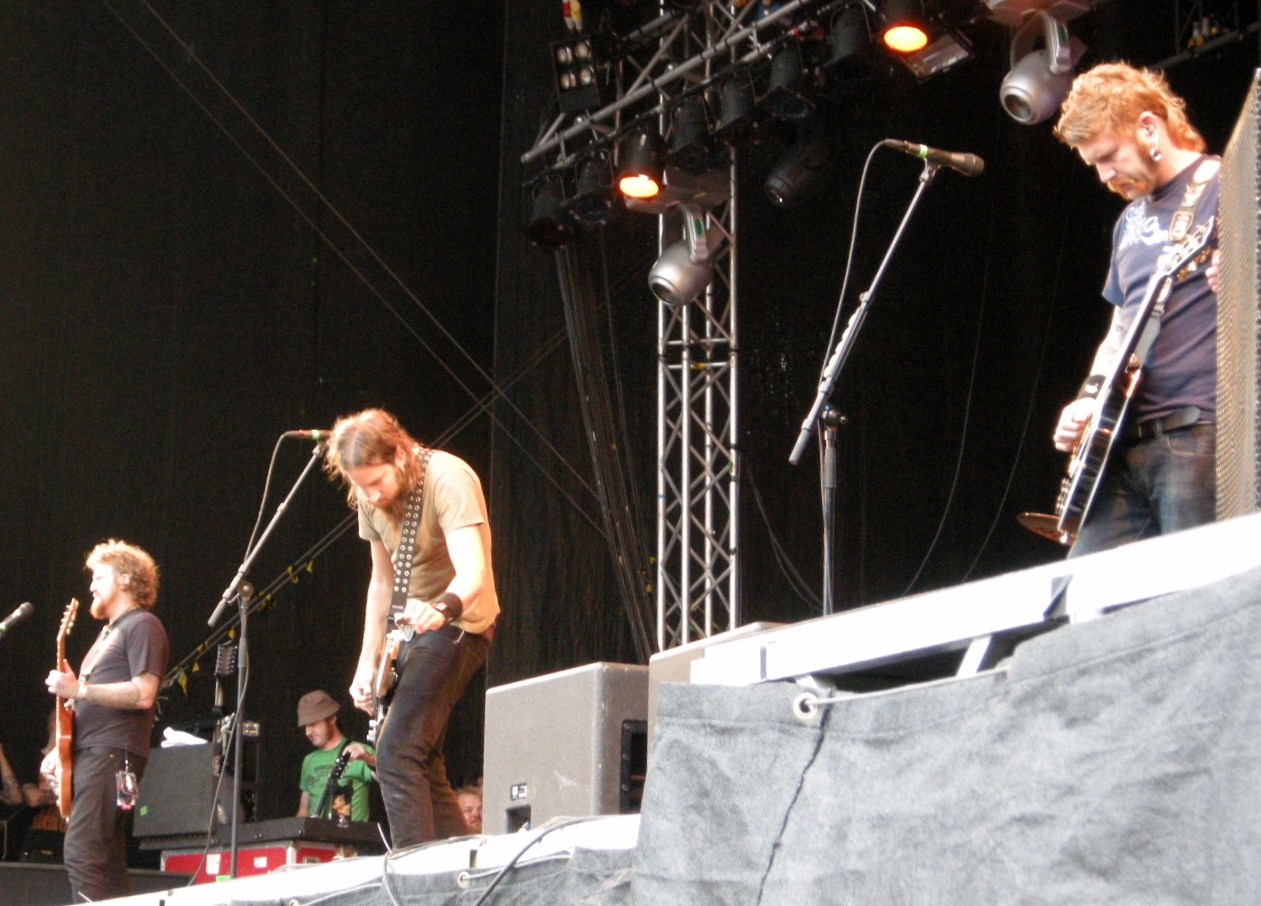
Mastodon recibió el premio a mejor banda en vivo en 2017

El 12 de junio de 2017 se llevó a cabo la decimoquinta edición en el recinto Indig02 de Londres. Por segunda vez el vocalista Chris Jericho fue el director de ceremonia y contó con las presentaciones en vivo de Mastodon, Avatar, Clutch y Orange Goblin. De los dieciséis premios entregados, destacaron los regresos de videojuego del año y el Defensor de la fe.
| Metal Hammer Golden Gods 2017          | Metal Hammer Golden Gods 2017 | Metal Hammer Golden Gods 2017                                                                       |
| Ganador                                | Trabajo ganador               | Nominados                                                                                           |
| Mejor banda internacional              | Mejor banda internacional     | Mejor banda internacional                                                                           |
| -------------------------------------- | ----------------------------- | --------------------------------------------------------------------------------------------------- |
| Avenged Sevenfold                      | —                             | Metallica Opeth Alter Bridge Korn                                                                   |
| Mejor banda británica                  |                               | |
| Architects                             | —                             | Bury Tomorrow While She Sleeps Tesseract Orange Goblin                                              |
| Mejor banda revelación                 |                               | |
| Avatar                                 | —                             | Code Orange Creeper Oathbreaker Ho99o9                                                              |
| Mejor banda underground                |                               | |
| Pallbearer                             | —                             | Perturbator Neurosis Royal Thunder Anaal Nathrakh                                                   |
| Mejor banda en vivo                    |                               | |
| Mastodon                               | —                             | Steel Panther Letlive Killswitch Engage Ghost                                                       |
| Premio Shredder Dimebag Darrell        |                               | |
| Joel O'Keeffe                          | —                             | Kiko Loureiro Phil Manansala Ben Bruce Ben Weinman                                                  |
| Mejor banda nueva                      |                               | |
| Venom Prison                           | —                             | Zeal & Ardor Brutai Puppy Ocean Grove                                                               |
| Mejor sello discográfico independiente |                               | |
| Nuclear Blast                          | —                             | Cooking Vinyl Deathwish Inc. Season of Mist Basick Records                                          |
| Videojuego del año                     |                               | |
| Iron Maiden                            | The Legacy of the Beast       | The Legend of Zelda: Breath of the Wild Overwatch Mass Effect: Andromeda Resident Evil 7: Biohazard |
| Premios honoríficos                    |                               | |
| Premio Golden God                      |                               | |
| Black Sabbath                          | —                             | —                                                                                                   |
| Premio El Espíritu de Hammer           |                               | |
| Prophets of Rage                       | —                             | —                                                                                                   |
| Premio Inspiración                     |                               | |
| Exodus                                 | —                             | —                                                                                                   |
| Premio Icono                           |                               | |
| The Dillinger Escape Plan              | —                             | —                                                                                                   |
| Mejor álbum                            |                               | |
| Gojira                                 | Magma                         | —                                                                                                   |
| Premio Señor del Riff                  |                               | |
| Devin Townsend                         | —                             | —                                                                                                   |
| Premio Defensor de la fe               |                               | |
| Ben Ward y Sandie Soriano              | —                             | —                                                                                                   |

### Décima sexta edición
La décima sexta versión se realizó el 11 de junio de 2018 en el recinto IndigO2 de Londres. El vocalista Jamey Jasta fungió como director de ceremonia y contó con las presentaciones en vivo de Baroness, Meshuggah, Myrkur y Carpenter Brut. En esta oportunidad se otorgaron quince premios, ocho por votación popular y siete honoríficos.
| Metal Hammer Golden Gods 2018          | Metal Hammer Golden Gods 2018 | Metal Hammer Golden Gods 2018                                  |
| Ganador                                | Trabajo ganador               | Nominados                                                      |
| Mejor banda internacional              | Mejor banda internacional     | Mejor banda internacional                                      |
| -------------------------------------- | ----------------------------- | -------------------------------------------------------------- |
| Arch Enemy                             | —                             | Stone Sour Trivium Parkway Drive Marilyn Manson                |
| Mejor banda británica                  |                               |                                                                |
| Judas Priest                           | —                             | Asking Alexandria Cradle of Filth Alestorm Rolo Tomassi        |
| Mejor banda revelación                 |                               |                                                                |
| Code Orange                            | —                             | Marmozets Power Trip Employed to Serve Carpenter Brut          |
| Mejor banda underground                |                               |                                                                |
| Wolves in the Throne Room              | —                             | Amenra Chelsea Wolfe Heilung Tribulation                       |
| Mejor banda en vivo                    |                               |                                                                |
| Lacuna Coil                            | —                             | Sabaton Converge Cannibal Corpse Sólstafir                     |
| Mejor banda nueva                      |                               |                                                                |
| Lovebites                              | —                             | Conjurer Sleep Token Loathe Visigoth                           |
| Mejor sello discográfico independiente |                               |                                                                |
| Sumerian Records                       | —                             | Holy Roar Records UNFD Southern Lord Indie Recordings          |
| Mejor evento                           |                               |                                                                |
| Download Festival                      | —                             | Bloodstock Open Air Tech-Fest Chicago Open Air Wacken Open Air |
| Premios honoríficos                    |                               |                                                                |
| Premio Golden God                      |                               |                                                                |
| Ozzy Osbourne                          | —                             | —                                                              |
| Premio El Espíritu de Hammer           |                               |                                                                |
| Jessica Pimentel                       | —                             | —                                                              |
| Premio Inspiración                     |                               |                                                                |
| Meshuggah                              | —                             | —                                                              |
| Premio Icono                           |                               |                                                                |
| Maynard James Keenan                   | —                             | —                                                              |
| Mejor álbum                            |                               |                                                                |
| Myrkur                                 | Mareridt                      | —                                                              |
| Premio Señor del Riff                  |                               |                                                                |
| Wes Borland                            | —                             | —                                                              |
| Premio Metal global                    |                               |                                                                |
| Kaoteon                                | —                             | —                                                              |